# Диканівка (зупинний пункт)
Дика́нівка — пасажирський зупинний пункт Харківської дирекції залізничних перевезень  Південної залізниці, що знаходиться в Основ'янському районі міста Харкова.

## Пасажирське сполучення
| Маршрути приміських поїздів по з. п. Диканівка |
| ---------------------------------------------- |
| Харків-Левада — Золочів                        |
| Золочів — Харків-Левада                        |
| Харків-Балашовський — Золочів                  |
| Золочів — Харків-Балашовський                  |
| Харків-Балашовський — Люботин                  |
| Люботин — Харків-Балашовський                  |
| Харків-Балашовський — Огульці                  |
| Огульці — Харків-Балашовський                  |
| Харків-Балашовський — Мерчик                   |
| Харків-Левада — Мерчик                         |
| Мерчик — Харків-Левада                         |